# Josef Schreieck
Josef Schreieck (* 10. August 1867 in Stanzach; † 19. Dezember 1930 ebenda) war ein österreichischer Orgelbauer.

## Leben
Josef Schreieck erlernte das Orgelbauerhandwerk bei Balthasar Pröbstl in Füssen. Danach war er kurz als Orgelbauer selbständig, dann arbeitete er bei Orgelbauer Franz Breil in Dorsten und vier Jahre bei Matthäus Mauracher in Graz. 1907 machte er sich wieder als Orgelbauer selbständig, und zwar in seinem Geburtsort Stanzach/Tirol. Seine Orgeln weisen eine radiale Pedalklaviatur auf.

## Werkliste
| Jahr | Ort               | Gebäude                       | Bild | Manuale | Register | Bemerkungen                                         |
| ---- | ----------------- | ----------------------------- | ---- | ------- | -------- | --------------------------------------------------- |
| 1899 | Brixlegg          |                               |      | II/P    | 15       |                                                     |
| 1907 | Vomp              |                               |      | II/P    | 16       |                                                     |
| 1911 | Tösens            | Pfarrkirche                   |      | I/P     | 10       |                                                     |
| 1912 | Fließ             | Alte Pfarrkirche              |      | I/P     | 11       |                                                     |
| 1912 | Gries im Sellrain | Pfarrkirche                   |      | I/P     | 10       |                                                     |
| 1914 | Buch in Tirol     | Pfarrkirche St. Margarethen   |      | I/P     | 11       |                                                     |
| 1927 | Bschlabs          | Wallfahrtskirche Maria Schnee |      | I/P     | 8        |                                                     |
| 1927 | Vils (Tirol)      | Stadtpfarrkirche              |      | II/P    | 16       | 1927: Zubau eines II. Manuals durch Josef Schreieck |
| 1928 | Schattwald        | Pfarrkirche                   |      | II/P    | 11       | Umbau                                               |